# Монте (Фуншал)
Монте (порт. Monte) — район (фрегезия) в Португалии, входит в округ Мадейра. Расположен на острове Мадейра. Является составной частью муниципалитета Фуншал. Население составляет 7444 человека на 2001 год. Занимает площадь 18,65 км².
Фуншал и Монте соединяет канатная дорога, которая ведёт к набережной города. Одной из достопримечательностей Монте является тропический парк с мозаиками, на которых изображены различные эпизоды истории страны. Вернуться обратно в Фуншал можно на санях тобогган. Эта традиция берёт своё начало из девятнадцатого века. Двое мужчин в плетёной корзине спускают туристов по склону протяжённостью два километра.
В восемнадцатом веке английский консул Чарльз Мюррей купил участок к югу от церкви в Монте и превратил его в поместье, которое затем назвали «Quinta do Prazer» (Поместье удовольствий).
В 1897 году Альфредо Гильерме Родригес приобрел одноимённое поместье и, будучи вдохновлённым дворцами, которые он однажды увидел на берегах реки Рейн, построил резиденцию, похожую на дворец. Позже она была преобразована в отель под названием «Monte Palace Hotel».
В 1943 году Альфредо Гильерме Родригес скончался. Его семья не продолжила его начинание, что привело к закрытию отеля. Он перешёл в собственность финансового холдинга. Позднее он несколько раз переходил из рук в руки.
Сад отеля обогатили экзотическими растениями из разных стран, а в озёра была завезена рыба. Также были вырыты еще два озера. Дорожки сада украшены гербами, квадратными камнями, пагодами, статуями Будды, фонарями из разных уголков мира и скульптурами из натурального камня. Прогуливаясь по саду, можно любоваться коллекцией керамической плитки XV—XX веков, панно из 166 терракотовых глазурованных плиток под названием «Приключения португальцев в Японии» и группой из 40 панно, рассказывающих историю Португалии.

## Факты
Последний император Австро-Венгрии Карл I жил в Монте несколько месяцев, здесь же скончался и похоронен в городской церкви.